# Cano (estado)
Cano (Kano) é um estado do noroeste da Nigéria Criado em 27 de maio de 1967 de parte da Região Norte, fronteiras do estado de Catsina para o noroeste, Jigawa para o nordeste, Bauchi para o sudeste e Kaduna para o sudoeste. A capital do estado é Cano. Tem uma população de 11.357.050 habitantes (2012), numa área de 20.131 km².